# Inge Jens

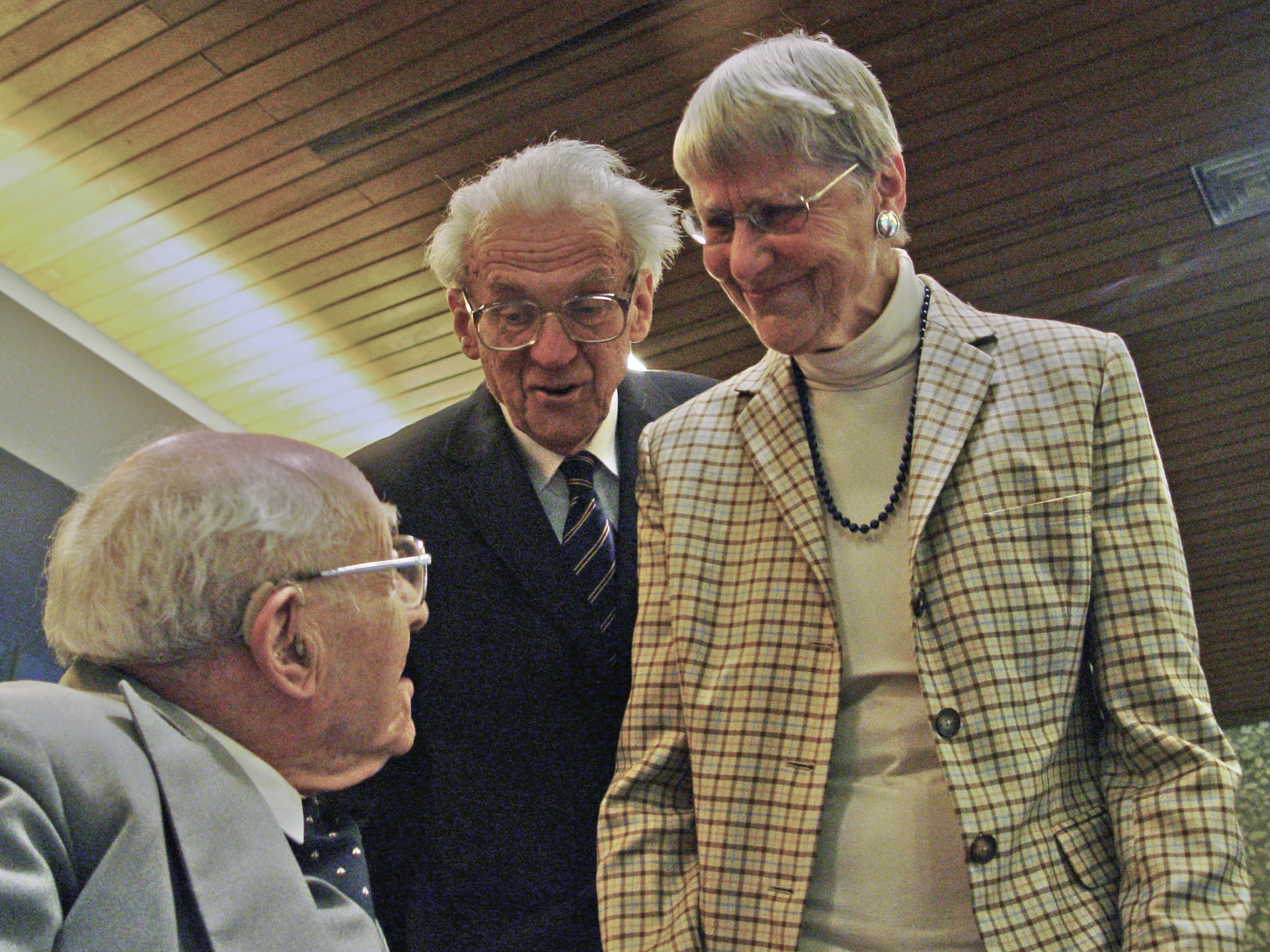
Inge Jens und Walter Jens mit Josef Tal an der Akademie der Künste (2004)

Inge Jens (* 11. Februar 1927 in Hamburg als Inge Puttfarcken; †  23. Dezember 2021 in Tübingen) war eine deutsche Literaturwissenschaftlerin und Publizistin.

## Leben und Werk
Inge Puttfarcken wurde 1927 als das älteste von vier Kindern eines Chemikers geboren. Ihr Vater war Mitglied der SS. Sie studierte Germanistik, Anglistik und Pädagogik in Hamburg und Tübingen und promovierte mit einer Arbeit über die expressionistische Novelle (1954). Anschließend arbeitete sie als freie Mitarbeiterin für Rundfunk und Verlage und als Lehrbeauftragte der Universität Tübingen. Anerkennung erlangte sie durch ihre Tätigkeit als Herausgeberin. So gab sie unter anderem die Briefe von Thomas Mann an Ernst Bertram (1960) heraus, edierte die Briefe und Aufzeichnungen aus dem Nachlass von Max Kommerell und die Briefe und Aufzeichnungen der Geschwister Hans und Sophie Scholl. Von 1986 bis 1996 betreute Inge Jens in der Nachfolge von Peter de Mendelssohn die Herausgabe der Tagebücher Thomas Manns. Gemeinsam mit ihrem Ehemann Walter Jens schrieb sie die Bestseller Frau Thomas Mann und Katias Mutter. 2009 erschien ihre Autobiografie Unvollständige Erinnerungen, 2016 veröffentlichte sie einen Bericht über die Demenzerkrankung ihres Mannes unter dem Titel Langsames Entschwinden.
Neben der Beschäftigung mit Literaten gab Inge Jens 2002 auch die Tagebücher des Chanson- und Operettenkomponisten Ralph Benatzky heraus, die sie im Archiv der Akademie der Künste in Berlin entdeckt hatte. Von den Tagebüchern sagte sie, sie stünden denen von Thomas Mann „als schriftstellerische Leistung (…) nicht nach“. Besonders interessiert sei sie an dem Projekt, das Exil-Thema einmal aus musikalischer Perspektive zu betrachten. Die unter dem Titel Triumph und Tristesse veröffentlichten Bände bildeten die Basis für eine vierteilige NDR-Sendung. Auszüge daraus wurden unter dem Titel Die Tagebücher des Dr. Ralph Benatzky als Hörbuch veröffentlicht.
Inge Jens war Mitglied im PEN-Zentrum Deutschland.
Inge Jens war ab 1951 mit Walter Jens (1923–2013) verheiratet. Das Ehepaar hatte zwei gemeinsame Söhne, den Journalisten Tilman Jens (1954–2020) und den Fernsehredakteur Christoph Jens (* 1965). Inge Jens starb im Dezember 2021 im Alter von 94 Jahren in Tübingen, wo sie ab Ende der 1940er Jahre gelebt hatte. 

## Auszeichnungen
- 1988: Theodor-Heuss-Preis (mit Walter Jens)
- 1991: Ehrendoktor der Universität Gießen
- 1995: Thomas-Mann-Medaille der Deutschen Thomas Mann-Gesellschaft[4]
- 1999: Wilhelm-Hausenstein-Ehrung der Bayerischen Akademie der Schönen Künste für die Verdienste um kulturelle Vermittlung
- 2010: Max-Herrmann-Preis
- 2013: Verdienstorden des Landes Baden-Württemberg

## Veröffentlichungen
- (Hrsg.): Thomas Mann an Ernst Bertram: Briefe aus den Jahren 1910–1955. Verlag Günther Neske, Pfullingen 1960.
- (Hrsg.): Max Kommerell. Essays, Notizen, poetische Fragmente. Aus dem Nachlass herausgegeben von Inge Jens. Walter Verlag, Olten/Freiburg im Breisgau 1969.
- Dichter zwischen rechts und links. Piper, München 1971, ISBN 3-492-01894-7.
- mit Walter Jens: Eine deutsche Universität. 500 Jahre Tübinger Gelehrtenrepublik. Kindler, München 1977, ISBN 3-463-00709-6.
- mit Walter Jens: Die große kleine Stadt Tübingen. Fotos von Stefan Moses und Joachim Feist. Theiss, Stuttgart 1981, ISBN 3-8062-0268-0 (Neuausgabe: Kloepfer & Meyer, Tübingen 2015, ISBN 978-3-86351-088-6).
- (Hrsg.): Hans Scholl, Sophie Scholl. Briefe und Aufzeichnungen. S. Fischer, Frankfurt am Main 1984, ISBN 3-10-036402-3.
- Thomas Mann. Tagebücher. S. Fischer, Frankfurt am Main 1995, ISBN 3-10-048280-8.
- mit Christiane Niklew (Hrsg.): Ralph Benatzky. Triumph und Tristesse. Aus den Tagebüchern von 1919 bis 1946. Parthas, Berlin 2002, ISBN 3-932529-43-X.
- mit Walter Jens: Frau Thomas Mann – Das Leben der Katharina Pringsheim. Rowohlt, Reinbek 2003, ISBN 3-498-03338-7. (auch als Hörbuch mit 6 CDs gelesen von Walter und Inge Jens ISBN 3-8291-1339-0)
- mit Walter Jens: Katias Mutter. Das außerordentliche Leben der Hedwig Pringsheim. Rowohlt, Reinbek 2005, ISBN 3-498-03337-9.
- mit Walter Jens: Auf der Suche nach dem verlorenen Sohn. Rowohlt, Reinbek 2006, ISBN 3-498-05304-3.
- Unvollständige Erinnerungen. Rowohlt, Reinbek 2009, ISBN 978-3-498-03233-3.
(Besprechungen: Klaus Harpprecht: „Das war wunderbar“ – Ein reiches Leben: Die „unvollständigen Erinnerungen“ von Inge Jens, Zeit online, 24. Juli 2009
Tilman Krause: Depression und Aggression – Inge Jens' Memoiren, Welt online, 19. Juli 2009)
- mit Uwe Naumann (Hrsg.): Klaus Mann: Lieber und verehrter Onkel Heinrich. Rowohlt, Reinbek 2011. ISBN 978-3-498-03237-1
- Am Schreibtisch. Thomas Mann und seine Welt. Rowohlt, Reinbek 2013, ISBN 978-3-498-03341-5.
- Langsames Entschwinden. Vom Leben mit einem Demenzkranken. Rowohlt, Reinbek 2016, ISBN 978-3-498-03344-6.

## Gespräche
- Thomas Grimm, Manfred Mayer: Gespräch mit Inge Jens und Walter Jens. In: Sinn und Form. Heft 3, 2007, S. 370–377.
- Inge Jens, Matthias Bormuth, Matthias Weichelt: Die Ergänzung der eigenen Erfahrungen. Ein Gespräch über Schriftsteller und Editionen. In: Sinn und Form 3/2016, S. 341–352.
- Moritz Aisslinger und Malte Henk: Inge Jens: "Wie kamen die darauf, die Frauen schweigen zu lassen?" In: zeit.de. 31. Oktober 2021, abgerufen am 1. November 2021.

## Filme
- Thomas Grimm: Frau Walter Jens[5] – rbb Fernsehen, SWR, 87 min, 2009.
- Thomas Grimm, mit Inge Jens, Uwe Naumann: Lieber verehrter Onkel Heinrich – Auf den Spuren von Klaus und Heinrich Mann, Zeitzeugen-TV, 45 min, 2011.